# Sognsvann

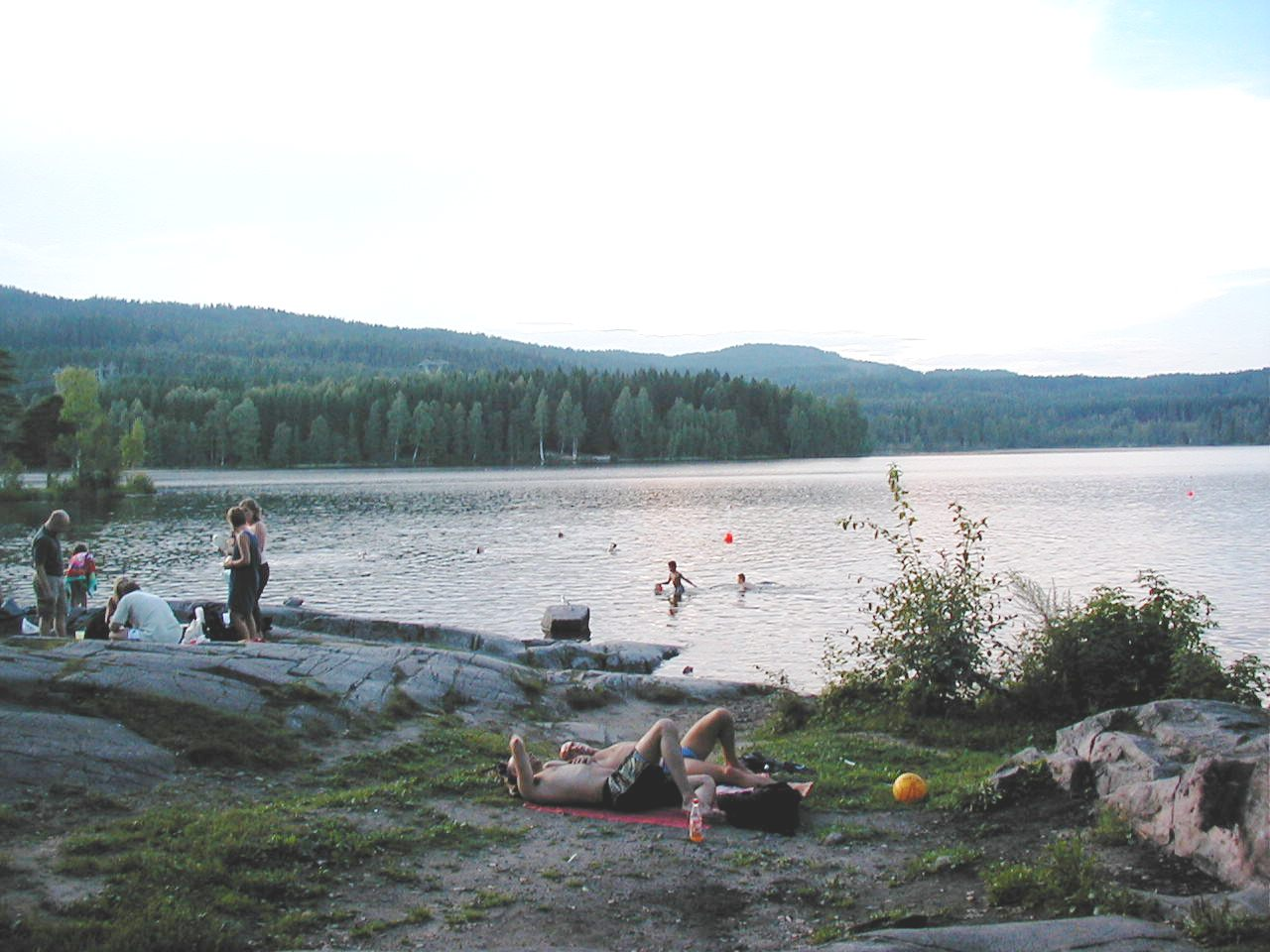
Sognsvann 2002

Sognsvann är en insjö i Norge. Sjön ligger i Oslomarka, strax norr om Oslo. Sognsvann var vattentäkt för Oslo från 1876 till 1967. Vid sydänden av sjön ligger Sognsvann gård, anlagd på ändmoränen efter senaste istiden, när havnivån nådde nästan ända upp till det som idag är Sognsvann.
Den är 0,4 km² till ytan och ligger 183 meter över havet.